# Alphonse Tavan
Alphonse Tavan (prowans. Anfós Tavan; ur. 9 marca 1833 w Châteauneuf-de-Gadagne, zm. 12 maja 1905 tamże) – francuski poeta piszący w dialekcie prowansalskim.

## Życiorys
Chłop żyjący z uprawy ziemi, ukończył jedynie szkołę powszechną. 21 maja 1854 uczestniczył w spotkaniu poetów, na którym powołano Związek Felibrów, mający walczyć o odrodzenie prowansalskiej kultury. Po wcieleniu do wojska znalazł się w Rzymie, gdzie zapadł na malarię. Gdy powrócił do Prowansji, stan zdrowia nie pozwalał mu już na pracę w polu. Zatrudnił się jako urzędnik na kolei, najpierw w Rognac, później w Marsylii. W roku 1868 umarła jego żona, w roku 1872 córka. Z siedmioosobowej grupy pierwszych felibrów tylko on i Frédéric Mistral dożyli obchodów 50. rocznicy utworzenia Związku. We wstępie do zbioru swoich prowansalskich wierszy Amour e plour (Miłość i płacz) podkreślał, że siłą jego naiwnej poezji może być tylko szczerość i życiowa prawda.